# Disperis lanceolata
Disperis lanceolata är en orkidéart som beskrevs av Jean Marie Bosser och La Croix. Disperis lanceolata ingår i släktet Disperis och familjen orkidéer. Inga underarter finns listade i Catalogue of Life.